# 安德罗斯科金生物
安德罗斯科金生物（英文：Androscoggin Creature）是指2006年8月在美国缅因州安德罗斯科金县特纳发现的一具神秘生物遗骸。据报道，这只动物重约40-50磅，毛发呈蓝灰色，外观疑似犬科动物，当它在4号公路追逐一只猫时被汽车撞死。由于政府部门拒绝派出派遣研究者去特纳分析神秘动物尸体，在发现其死后第二周的星期二，秃鹫基本清理了尸体。神秘动物学家洛伦·科尔曼表示这只动物不太可能是一只宠物，有可能是一只狗与狼的混血后代。
据记载，自1991年以来，安德罗斯科金县的居民目击到一种神秘犬科动物，目击者通常将其描述为科伊犬、澳洲野犬、鬣狗等动物。在2004年与2005年，共有两只宠物狗遭遇不明动物袭击死亡。